# Meisgyn
Meisgyn (englisch Miskin) ist ein Dorf in Südwales, ca. 15 Kilometer nordwestlich von Cardiff. Es  gehört zum Lokalverwaltungsbezirk Rhondda Cynon Taf. Es liegt am Ely River und an der Eisenbahnstrecke nach Cardiff;  der nächste Bahnhof in Pontyclun ist 1,7 km entfernt. Der M4 motorway ist über den 3 km entfernten Miskin Interchange erreichbar.
Es hat eine Kirche, einen Pub und ein Hotel.

## Geschichte
Meisgyn war ein mittelalterliches Commote in Südwales. Meisgyn erstreckte sich im Bergland von Glamorgan nördlich des River Ely, im Westen grenzte es an  Glynrhondda, im Osten bildete der River Taff die Grenze zur walisischen Herrschaft Senghenydd.
Das walisische Königreich Morganwg wurde Ende des 11. Jahrhunderts von den Normannen erobert. Dennoch behielt Caradog ap Iestyn, der Sohn des letzten walisischen Königs Iestyn ap Gwrgan, unter lockerer normannischer Oberhoheit die Herrschaft über das Bergland von Glamorgan zwischen dem River Taff im Westen und dem River Neath im Osten, während die fruchtbare Küstenebene unter direkter normannischer Herrschaft fiel. Nach Caradog ap Iestyns Tod teilten seine drei Söhne um 1147 das Gebiet untereinander auf. Der westlichste Teil wurde die Herrschaft Afan, daran grenzte im Osten Glynrhondda, während der östliche Teil unter Maredudd ap Caradog († 1211) die Herrschaft Meisgyn bildete. Als ältester Sohn beanspruchte Morgan ap Caradog, der Lord of Afan, dabei die Vorherrschaft über die drei Herrschaften.
Als während eines Kriegs der Waliser gegen die Engländer 1228 Morgan Gam, der Lord von Afan, von Gilbert de Clare, dem Lord von Glamorgan gefangen genommen wurde, besetzte Hywel ap Maredudd, der Lord von Meisgyn, Glynrhondda, das benachbarte Gebiet seines Vetters Morgan ap Cadwallon und vertrieb diesen. Da Gilbert de Clare 1230 starb und sein Erbe noch minderjährig war, konnte Hywel ap Maredudd diese Eroberung zunächst halten. Als Richard de Clare, der Erbe von Gilbert de Clare, jedoch volljährig wurde, nahm er die Politik seines Vaters wieder auf, so dass es um 1242 zu neuen Konflikten zwischen den Walisern und dem englischen Lord von Glamorgan kam. Dabei besetzte Gilbert de Clare schließlich Meisgyn, Hywel ap Maredudd flüchtete 1246 ins nordwalisische Gwynedd. Zur Sicherung seiner Eroberung errichtete Richard de Clare im südlichen Meisgyn Llantrisant Castle.
In der zweiten Hälfte des 19. Jahrhunderts hatte es viele in den nahen Eisenerzgruben tätige Einwohner.